# Cánula

Una cánula

Una cánula (del latín, pequeña caña) es un tubo que es insertado en el cuerpo, a menudo para aportar o remover fluidos o para tomar muestras. En términos simples, una cánula puede rodear las superficies interna o externa de una aguja trocar extendiendo la longitud efectiva de la aguja por lo menos la mitad del largo de la aguja original. También es denominada cánula intravenosa. Su tamaño se encuentra entre 14 a 24 gauge. Las cánulas de diferentes tamaños tienen distintos colores según un código preestablecido.
Las cánulas son retiradas, cuando el médico determina que las mismas ya no son requeridas en el tratamiento del enfermo.

## Medicina
Normalmente las cánulas posee en su interior un trocar. El trocar es una aguja que pincha el cuerpo para penetrar en el espacio donde debe acceder la cánula. Existen numerosos tipos de cánulas:
Las cánulas intravenosas son el tipo más común utilizado en hospitales. Distinto tipo de cánulas se utilizan para bypass cardiopulmonar en cirugía cardíaca. Una cánula nasal es un segmento de tubito plástico que se coloca por debajo de la nariz y es utilizado para suministrar oxígeno.

### Inserción de una cánula intravenosa

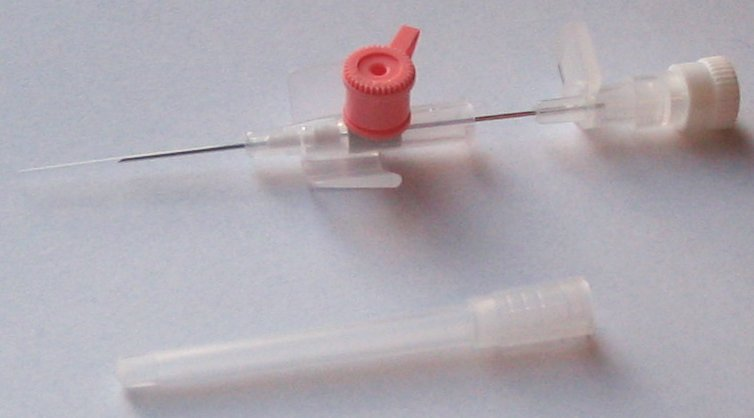
Cánula intravenosa

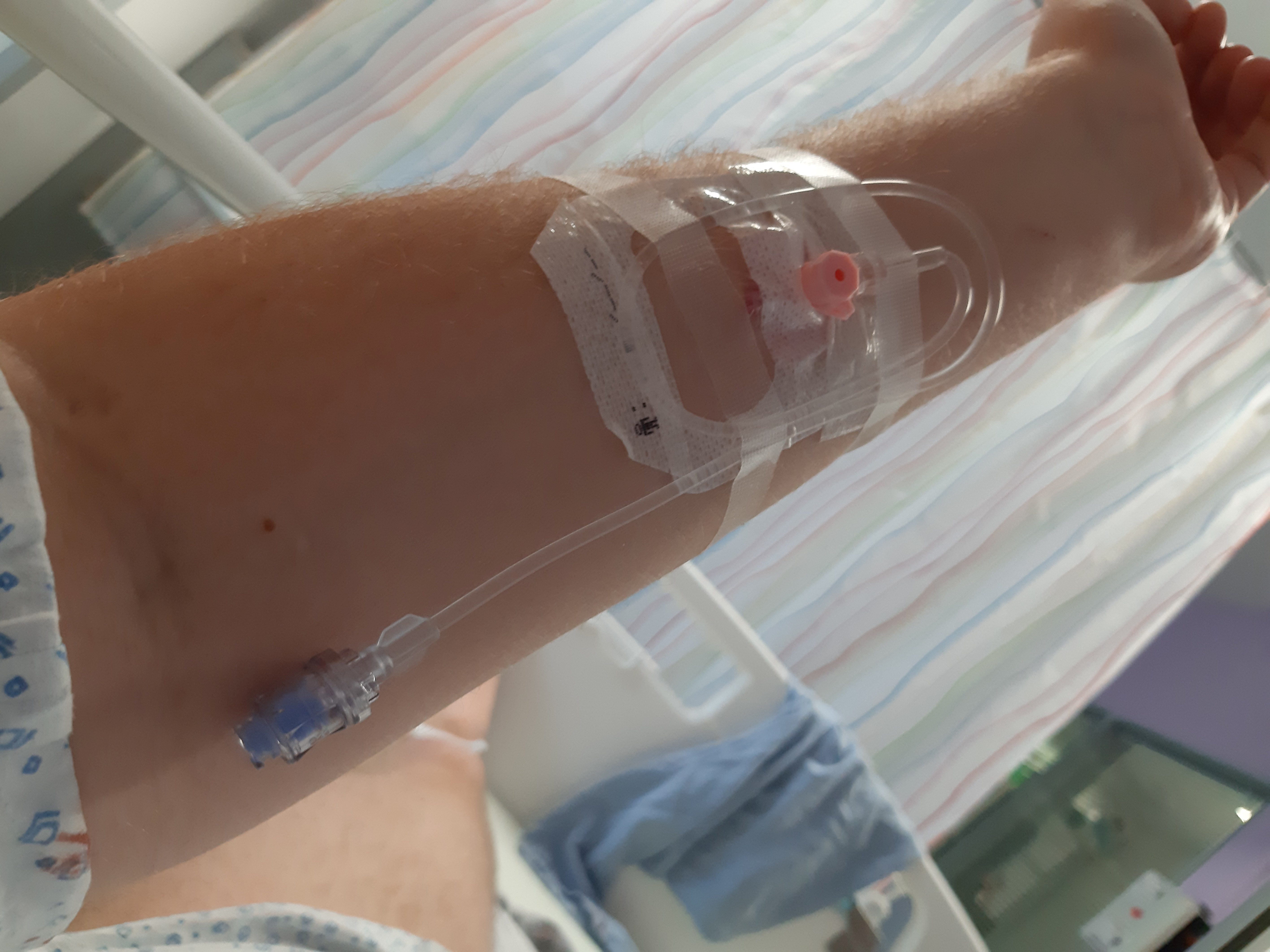
Flexile - it is inserted into a vein, and a transfusion or dropper, for example, is attached to the cannula.

Una cánula venosa es insertada en una vena, por lo general para administrar fluidos intravenosos, para tomar muestras de sangre y para administrar medicinas. Una cánula arterial se inserta en una arteria, por lo general la arteria radial, y es utilizada en operaciones importantes y en cuidados intensivos para medir la presión sanguínea y para tomar muestras de sangre con regularidad. La inserción de la cánula venosa es un procedimiento doloroso que puede causar ansiedad y estrés. Por ello se suele utilizar un aerosol frío inmediatamente antes de colocar la cánula para disminuir el dolor durante el procedimiento, sin aumentar la dificultad de la tarea de colocar la cánula.
Las complicaciones que se pueden producir en la vena como consecuencia del procedimiento de colocación de la cánula, son:
- hematoma: una acumulación de sangre, debida a una falla en pinchar la vena cuando se inserta o quita la cánula. La selección de una vena apropiada y el presionar con cuidado por encima del punto de inserción al quitar la cánula puede prevenir esto.
- infiltración:  cuando el fluido que se debe insertar penetra el tejido subcutáneo en vez de la vena. Para prevenir esto, se debe usar una cánula adecuada. Es muy importante fijar la cánula firmemente.
- embolia: ello puede ser causado por aire, un trombo, o un fragmento de catéter que se ha roto y ha penetrado el sistema venoso. Puede causar una embolia pulmonar.

Los émbolos de aire se pueden evitar asegurándose de que no haya aire en el sistema. Se puede evitar un tromboembolismo si se utiliza un cánula más pequeña.
- flebitis: una inflamación de la vena producida por irritación mecánica o química o una infección. La flebitis se puede evitar mediante una cuidadosa elección del sitio de inserción de la cánula y verificando el tipo de medicina a ser inyectada.

### Cánula nasal y cánula oral-nasal

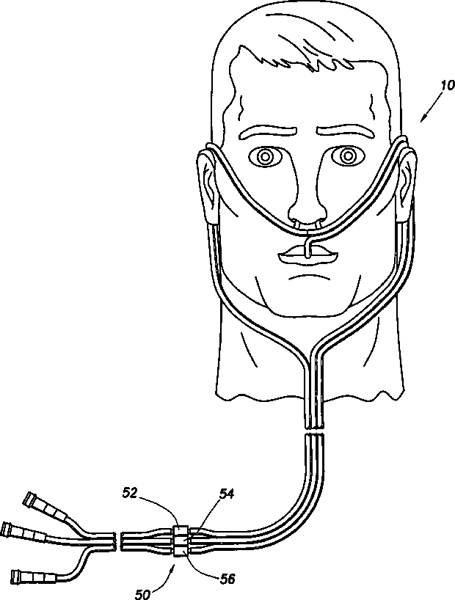
Dibujo de una cánula nasal.

Un cánula nasal o cánula oral–nasal es un tubo flexible, por lo general con múltiples ramificaciones cortas abiertas que puede insertarse con comodidad en la nariz y/o boca, y que se puede usar para proveer gas (como por ejemplo oxígeno puro), una mezcla de gases (por ejemplo durante una anestesia), o para medir el flujo entrante y saliente de aire de la boca y/o nariz.

### Cánula de traqueotomía
La retirada de una cánula de traqueotomía se denomina decanulación.

## Uso veterinario
Una cánula se utiliza durante los procedimientos de emergencia para aliviar la presión e hinchazón en el ganado bovino y ovino con timpanismo ruminal, debido más comúnmente a que pastan, por accidente, legumbres o en praderas con alta cantidad de legumbres; especialmente alfalfa, ladino, y trébol rojo y blanco. Las cánulas son un componente utilizado en la inserción del Verichip.
Las cánulas mucho más grandes se utilizan para revisar el sistema digestivo de las vacas.

## Medicina estética y antienvejecimiento
En la medicina estética, una cánula de punta roma o microcánula (también llamada microcánula de punta lisa, cánula de punta roma, o simplemente microcánula) es un pequeño tubo con un borde no afilado y un puerto de inyección cerca de la punta  expresamente diseñado para inyecciones subdérmicas atraumáticas de fluidos o geles.
Dependiendo del tamaño del diámetro interno, puede usarse para la inyección de productos cosméticos para las arrugas como el ácido hialurónico, el colágeno, el ácido politáctico, el CaHA, etc., o para la transferencia de grasa (liposucción). La ventaja de usar estas cánulas es que son menos dolorosas, tienen menos riesgo de hematomas, producen menos hinchazón y tienen un perfil más seguro. Las inyecciones intravasculares accidentales son más difíciles si se utilizan microcánulas de punta roma, puesto que reducen el riesgo de necrosis de la piel, úlceras y embolización de la arteria retiniana que puede resultar en ceguera. De hecho, en mayo de 2015, EE. UU. emitió una advertencia sobre los riesgos, en forma de un comunicado de la Administración de Alimentos y Medicamentos de los Estados Unidos (FDA), poniéndolo como «Inyecciones No Intencionales de Relleno de Tejido Blando en los Vasos Capilares de la Cara»
En enero de 2012, la FDA aprobó la microcánula "Dermasculpt" para su uso en los Estados Unidos para el relleno de tejidos blandos, así como también la "Magic Needle", la "Softfil", la "TSK by Air-Tite" y la "Sculpt-face". Las principales diferencias estructurales entre las microcánulas son la distancia entre el puerto de inyección y la punta de la cánula (menor distancia, más precisión), el carácter romo de la punta (la punta roma cónica es más fácil de introducir) y la flexibilidad del asta (suficiente flexibilidad para moverse alrededor de estructuras sensibles pero con suficiente rigidez para una colocación precisa). Dado que las puntas de las microcánulas son romas, se requiere una aguja piloto o introductora para entrar a través de la piel; así que la técnica consiste en pasar la microcánula a través de esta pequeña abertura. Se han desarrollado técnicas de inyección cosmética con microcánula sobre cómo colocar mejor los rellenos cosméticos para las arrugas, como por ejemplo la del Abanico de Entramado Doble Cruzado con Microcánula Larga y las técnicas de Progresión Ondulada. En abril de 2016 se publicó por primera vez sobre el concepto de la utilización de la microcánula para inyectar otros fluidos además de los rellenos cosméticos. La técnica de Inyección de Anestesia Local con Microcánula (MILA, por sus siglas en inglés) describía el uso de la microcánula para inyectar anestesia local con menos dolor y riesgo de hematomas e hinchazón. También se introdujo la Curación Acelerada Después del Plasma Rico en Plaquetas (AHA-PRP, por sus siglas en inglés), la Curación Acelerada Después de la Matriz de Fibrina Rica en Plaquetas (AHA-PRFM, por sus siglas en inglés) y el uso de microcánula para disolver nódulos de Sculptra.

## Perforación corporal
Las cánulas se utilizan en perforaciones corporales cuando se usa una aguja estándar IV (generalmente entre 18G y 12G, aunque pueden ser tan grandes como una 0G, en cuyo caso el procedimiento se conoce como punción dérmica y utiliza un punzón de biopsia sin cánula), y para insertar ganchos para suspensiones.
Durante la perforación, se crea la fístula al insertar la aguja. Posteriormente, se retira la aguja, dejando la cánula en su lugar, que a veces se recorta. Después, se retira la cánula y se introduce una joya estéril en la fístula simultáneamente, con el fin de minimizar el trauma en la fístula recién causada por la inserción de la joya de punta roma.

## Uso no médico
En investigación biológica, se puede utilizar una cánula de inyección/extracción, que tanto inyecta como extrae fluidos, para determinar el efecto de una determinada sustancia química en una célula específica . La parte de la cánula que inyecta se llena con una solución fisiológica junto con el producto químico necesario, para posteriormente inyectarlo lentamente en el entorno celular local de una célula. La cánula de extracción extrae líquido del medio extracelular, midiendo así la respuesta celular del fluido químico necesario. Esta técnica se utiliza especialmente en neurociencia.
En aviación general, una cánula hace referencia a un tubo de plástico que pasa por debajo de la nariz y que se utiliza para administrar oxígeno en aeronaves no presurizadas que vuelan por encima de los 10.000 pies (3.000 m) sobre el nivel del mar.
En química sintética, una cánula hace referencia a una tubería de acero inoxidable o de plástico utilizado para transferir líquidos o gases de un recipiente a otro sin exposición al aire. Ver más en Transferencia de la cánula.